# IAE Paris-Est
L'IAE Paris-Est (Institut d'administration des entreprises Paris-Est, anciennement appelé IAE Gustave Eiffel) est une école universitaire de management en France. Son laboratoire de recherche IRG est l'un des plus importants en management en France.
Membre du réseau IAE France, l'IAE Paris-Est est une composante de l'Université de Paris Est-Créteil (UPEC, anciennement Université Paris XII) mais propose également des formations à l'Université Gustave Eiffel (anciennement Université Paris-Est Marne-la-Vallée) via une convention de partenariat.
L'IAE Paris-Est propose des cours de premier cycle (licence, ou bachelor) et de troisième cycle (master, et doctorat) dans des domaines tels que la comptabilité, la finance, le management, le marketing, la data analyse ou la gestion de la santé. Certains de ses masters sont réputés parmi les meilleurs de France.

## Histoire
L'IAE Paris-Est a été créé en 2007 (sous le nom d'IAE Gustave Eiffel), bien que les cours de gestion aient été dispensés à l'Université Paris-Est Créteil Val-de-Marne (Paris-XII) depuis le milieu des années 1970 et que le Master en Sciences de la Gestion (MSG) a été fondé en 1980.
Le 14 février 2012, l'IAE Paris-Est - Université Paris-Est Créteil (UPEC) a fusionné avec les 11 masters de management de l'Université Paris-Est Marne-la-Vallée, et avec deux unités de formation et de recherche.

## Campus
L'IAE Paris-Est opère sur trois campus :
- Campus de l'UPEC[4]

Le campus de l'UPEC est situé à Créteil. L'association sportive universitaire propose aux étudiants plus de 30 activités sportives, tandis que l'association culturelle organise diverses activités culturelles à Paris et en région proche. Le campus compte également une Junior-Entreprise, la seule spécialisée en gestion dans le Val-de-Marne.
- Campus de l'Université Gustave Eiffel[6]

Le campus est situé à Champs-sur-Marne, sur le territoire de Marne-la-Vallée. Aussi, ce campus est-il souvent désigné comme le "campus Marne". Ce campus bénéficie des infrastructures de l'Université Gustave Eiffel : cafeteria, gymnase, bibliothèque universitaire, systèmes d'information de e-learning, consultation des ouvrages et revues à distance, BDE, associations culturelles et sportives. 
- Campus de Sénart[7]

Le site Sénart de l'IAE Gustave Eiffel regroupe cinq départements de l'IUT (Techniques Marketing, Gestion et Administration des Entreprises, Carrières Sociales, Génie Electrique et Informatique Industrielle et Génie Industriel et Maintenance).

## Programmes
29 Masters ont été créés en fonction des besoins du marché du travail, dont trois spécifiques à l'école : le Master Management Responsabilité de la RSE, le Master Géomarketing et le Master Développement et Management des Universités. De plus, l'IAE Paris-Est propose une gamme de programmes variée : à temps plein, à temps partiel et en formation continue.
Ses masters sont régulièrement dans les mieux classés de France dans tous les domaines tels que :
- le Master Innovation Design & Luxe[10]
- le Master Comptabilité, Contrôle, Audit[11]
- le Master Ingénierie Financière[12]
- le Master Marketing & Management des Services[13]
- le Master Contrôle de Gestion et Aide à la Décision[14]
- le Master Banque Chargé.e d'affaires

## Recherche
L'IRG (Institut de Recherche en Gestion), le Centre de Recherche en Sciences de Gestion de l'Université Paris-Est, est labellisé "Equipe d'accueil" par le CNRS (Centre National de la Recherche Scientifique) depuis 1997.
L'équipe de l'IRG compte une soixantaine de doctorants français et internationaux et 70 chercheurs organisés autour de trois pôles : Finance & Comptabilité, Management et Marketing & Logistique. Son objectif est d'encourager le développement de la recherche en Management à l'Université Paris-Est et de contribuer au progrès scientifique et technique des Sciences de Gestion. C'est aussi une organisation qui permet d'innover dans l'enseignement et d'accompagner les jeunes enseignants, doctorants et étudiants en Master Recherche.

## Vie étudiante
La mission du BDE  (Bureau Des Etudiants) est de faciliter l'interaction sociale entre les étudiants en organisant et en parrainant une variété d'événements sociaux. Le BDA représente le Bureau Des Arts et organise plusieurs évènements tout au long de l'année. 
Une Junior-Entreprise est également présente, Gustave Efficio - Junior IAE, et réalise un chiffre d'affaires de plusieurs milliers d'euros en effectuant des études de marché pour le compte d'entreprises.
L'association IAEx (IAE Exchange) s'occupe quant à elle d'accueillir les élèves en Erasmus et de faciliter les départs des étudiants en partance.

## Nouveau nom
Le 1er décembre 2022, l'IAE Gustave Eiffel change de nom et devient l'IAE Paris-Est. Ce changement de nom permet notamment d'éviter la confusion avec l'Université Gustave Eiffel. 